# Kabupaten Bengkulu Selatan
Kabupaten Bengkulu Selatan (indonesiska: Bengkulu Selatan) är ett kabupaten i Indonesien.   Det ligger i provinsen Bengkulu, i den västra delen av landet, 500 km väster om huvudstaden Jakarta. Antalet invånare är 148 861.